# ZiDol
ZiDol（ズィードル）は、kento fukayaプロデュースの「誰でも会える、お金にならないアイドル」をコンセプトにした芸人アイドルグループ。
合言葉は「上原浩治さん以来の雑草魂。」

## 来歴
2022年5月1日、ピン芸人のkento fukayaが「誰でも会える、お金にならないアイドル」をコンセプトに、自身のYouTubeチャンネル「kento fukaya CH」にて全12話のドキュメンタリー企画「the idol」 の配信をスタート。高見（スーズ）、中谷（マユリカ）、ケツ（ニッポンの社長）、稲田美紀（紅しょうが）、浦井のりひろ（男性ブランコ）の候補生5名にオーディションを行い、優れたパフォーマンスを見せた候補生には「Nizi Project」の"キューブ"をオマージュした薬味の"チューブ"が与えられた。
2022年5月27日、よしもと漫才劇場でお披露目イベントを開催。
候補生の高見、中谷、ケツ、稲田、浦井の5名が最後のテスト「アイドル自己紹介」「歌唱力テスト」を行った後、デビュー曲『似非デレラ』を初披露。正式なグループ名『ZiDol』（ズィードル）が発表された。しかし、メンバー発表では高見のみが落選。落選理由は「チューブ獲得数が0本だったこと」「ダンス稽古をサボってマクドナルドを食べていたこと」だった。
高見には救済措置が与えられ、「the idol〜episode14〜」「the idol〜episode15〜」内で追加オーディションを実施。候補生の候補だったらぶおじさんとの最終決戦を見事制した高見が最終メンバーとなった。
2022年6月8日に「似非デレラ」の配信を開始し、デビューした3ヶ月後の2022年9月17、18日にライブスタンド大阪でOCTPATH、OWVとの対バンを開催した。また、デビュー後のライブ参加はこれが最初であった。その後、11月23日に吉本漫才劇場にて「kento fukaya FES.」の第一公演目に出演した。また、その際に2月27日に初のワンマンライブの開催と新曲のセンターが浦井のりひろが務めること、合宿の様子を収めた映像全6話が後に配信すること、kentoの「意味分からんわからん歌」の新曲が5曲完成していること等が発表された。
2023年2月12日にkento fukaya CH、kentoのTwitterにおいて第二弾の予告動画が配信された。なお、内容は上記のように新曲発表に向けた合宿となっており、2泊3日に及ぶ活動となった。今回の趣旨は、kento曰くアイドルとしての自覚がほぼ皆無になっているメンバー全員が（実際に趣旨説明中にケツがくしゃみをしてしまい、「ちゃんとしたアイドルだったら、くしゃみしません」と軽く指摘を受けた）1日目、2日目にアイドルとしてのテストを、合宿最終日にレコーディングを行う。そして、この合宿中にチューブを10本を全員で協力して手に入れることを目標とし、活動する。チューブを10本獲得できなかった場合、2月27日に開催されるワンマンライブの中止、全員で全額返金180万円を支払ってもらい、全員坊主になること、さらに、15本獲得することができた場合、kentoからのサプライズがある事をメンバーに伝えた。結果、15本達成は合宿内で達成できなかったものの10本達成に成功した。
2023年6月16日、新宿ReNYにて東京初ワンマンライブ「ZiDol ONEMAN LIVE」を開催し、当ライブ内でらぶおじさんが参加する新曲『maddy muddy』が初披露された。
2024年3月6日、ZiDolの聖地とされる味園ユニバース（2024年末営業終了され2025年5月にはビルが解体される予定である）にて約9ヶ月ぶりの「ZiDol  ONEMAN LIVE inOSAKA」が開催された。このライブでは紅しょうが稲田が初のセンターを務める『赤裸々のリラ』が初披露された。赤裸々のリラについてプロデューサーを務めるkento fukayaはfm大阪にて放送されている自身の冠ラジオ「kento fukayaのパニポニパパニプス」にてエロエモい歌と評している。
2024年7月14日、神田スクエアホールにて「ZiDol  ONEMAN LIVE in TOKYO 」が開催された。このライブではらぶおじさんのサプライズ出演で2023年行われたワンマンライブ以降初の『maddy muddy』披露や『なにをやってもうまくいかない』や『ビートDEトーヒ』などを代表曲とするシンガーソングライターmeiyo作曲の新曲『ダリアマリア』の初披露が行われた。
ダリアマリアの衣装はオーダースーツSADAにて仕立てられたものでスーツの色はメンバーカラーと同じである。浦井のみ裏地が鬼滅の刃竈門炭治郎をイメージした市松模様になっている。
各曲毎間奏前やサビ前ソロパートが設けられている。デビュー曲である『似非デレラ』では稲田の「ココロ、骨折！」や浦井とケツによるラップ、『today is まにまに』ではケツによる“世界一短いソロダンス”、『maddy muddy』では高見によるダンスストーカー（これのみソロでない）、「赤裸々のリラ」では浦井による長尺エアギター、『ダリアマリア』では稲田によるエアシンセサイザーが行われている。

## メンバー
| 名前                                       | 生年月日       | 血液型 | 身長/体重    | 出身地             | メンバーカラー                | 備考 |
| ------------------------------------------ | -------------- | ------ | ------------ | ------------------ | ----------------------------- | --- |
| 高見 雄登（たかみ ゆうと）                 | 1984年9月16日  | B型    | 176cm/70kg   | 大阪府             | 赤 推しチューブ：もみじおろし | - NSC大阪33期。スーズとして活動 - 永遠の38歳。 - 趣味：読書、映画鑑賞、テレビゲーム、アイドル、ライブ観戦 - 特技：英語、剣道（初段） - 非TikTokerとしても活動。 - 中谷のLINEとTwitterをブロックしている。 - ダンステストの際、大きめのベースを弾く振り付けを披露したことから「デカベース」「デカべ」と声援を贈られることがある。 |
| 中谷 祐太（なかたに ゆうた）               | 1989年10月23日 | A型    | 171cm/75kg   | 兵庫県神戸市       | 黄色 推しチューブ：からし     | - NSC大阪33期。マユリカとして活動 - 趣味：絵を描く事（イラスト、マンガ、似顔絵） - 特技：絵を描く事（イラスト、マンガ、似顔絵）、口笛、バク転、バク宙、ブラインドタッチ - 高見がラブレターを送ってフラれたセブンイレブンの店員にラブレターを送ったことがある。                                                                   |
| ケツ〈本名：西原 大地（にしはら だいち）〉 | 1990年6月11日  | O型    | 162cm/73kg   | 奈良県生駒市       | 緑 推しチューブ：わさび       | - NSC大阪33期。ニッポンの社長として活動 - 趣味：野球、料理、飲酒（ビール、日本酒） - 特技：ギター（学生時代は軽音楽部） - 突然、眼精疲労に襲われることがある。 - ケツの母が命名時、大地か銀河で迷っていたことから「銀河」と声援を贈られることもある。                                                                            |
| 稲田 美紀（いなだ みき）                   | 1989年1月30日  | AB型   | 165cm/非公表 | 大阪府和泉市       | ピンク 推しチューブ：梅肉     | - NSC大阪33期。紅しょうがとして活動 - 趣味：毎日ビールを飲むこと - 特技：風邪ひいたことがない、猿手、誰とでも付き合ってるように写真を撮れる、おじさんとすぐ仲良くなれる - 『似非デレラ』を毎日聴いている。 |
| 浦井 のりひろ（うらい のりひろ）           | 1987年12月3日  | B型    | 175cm/65kg   | 京都府京都市伏見区 | 黒 推しチューブ：XO醬         | - NSC大阪33期。男性ブランコとして活動 - 趣味：プラモデル制作、玩具収集、特撮、映画鑑賞 - 特技：アカペラのベース、卓球、低い声で寝かしつける - ロングコートダディ堂前から「文豪」の異名を付けられる。 |

## ディスコグラフィー

### デジタルシングル
| No. | 発売日        | タイトル          | 形態     |
| --- | ------------- | ----------------- | -------- |
| 1   | 2022年6月8日  | 似非デレラ        | 音楽配信 |
| 2   | 2023年3月1日  | today is まにまに | 音楽配信 |
| 3   | 2023年6月21日 | maddy muddy       | 音楽配信 |
| 4   | 2024年3月20日 | 赤裸々のリラ      | 音楽配信 |
| 5   | 2024年7月17日 | ダリアマリア      | 音楽配信 |

### ミュージックビデオ
| No. | 公開日        | タイトル          | 備考                   |
| --- | ------------- | ----------------- | ---------------------- |
| １  | 2022年7月5日  | 似非デレラ        |                        |
| ２  | 2023年3月10日 | today is まにまに | センターは浦井が務めた |
| ３  | 2023年7月8日  | maddy muddy       | らぶおじさん参加作品   |
| ４  | 2024年4月5日  | 赤裸々のリラ      | センターは稲田が務めた |
| ５  | 2024年8月2日  | ダリアマリア      |                        |

### 映像作品
| 公開日        | タイトル                                                   | 備考                 |
| ------------- | ---------------------------------------------------------- | -------------------- |
| 2022年6月18日 | 【Dance Practice】ZiDol「似非デレラ」フルサイズver.        |                      |
| 2023年3月17日 | 【Dance Practice】ZiDol「today is まにまに」フルサイズver. |                      |
| 2023年7月13日 | 【Dance Practice】ZiDol「maddy muddy」feat.らぶおじさん    | らぶおじさん参加作品 |
| 2024年4月12日 | 【Dance Practice】ZiDol「赤裸々のリラ」                    |                      |
| 2024年8月10日 | 【Dance Practice】ZiDol「ダリアマリア」                    |                      |

## タイアップ
| 楽曲              | タイアップ |
| ----------------- | --- |
| 似非デレラ        | 読売テレビ『浜ちゃんが！』6-7月エンディングテーマ |
| today is まにまに | 関西テレビ「土曜はナニする！?」4月～6月エンディングテーマ MBS「かまいたちの知らんけど」#103～エンディングテーマ BSよしもと「Cheeky's A Go! Go!」4月エンディングテーマ |